# José Manuel Pinto
José Manuel Pinto Colorado (El Puerto de Santa María, 8 novembre 1975) è un ex calciatore spagnolo, di ruolo portiere.

## Carriera
Iniziò la sua carriera calcistica militando nelle giovanili del Betis, arrivando alla prima squadra e rimanendo fino alla stagione 1998-1999 quando il Celta Vigo lo scelse per il ruolo di secondo portiere alle spalle di Richard Dutruel.
La prima stagione giocò soltanto una partita di quel campionato. L'anno dopo però accadde un fatto singolare: Dutruel giocò tutta la prima parte del campionato ma all'inizio del girone di ritorno rifiutò il rinnovo del contratto con il Celta, preferendo il Barcellona; la dirigenza impedì all'allenatore Víctor Fernández di schierare il portiere titolare. Pinto scese così in campo per le successive 19 partite.
La stagione si concluse e il Celta preleva dall'Espanyol Pablo Cavallero, per il ruolo di primo portiere ma Pinto arrivò alla fine del campionato a 18 presenze più alcune partite di Coppa UEFA e di Coppa del Re.
L'anno dopo Pinto diventò ufficialmente il portiere di Coppa, e in Campionato giocò solo 7 partite. Nella stagione 2002/2003 il Celta cambia allenatore che diventa Miguel Ángel Lotina e anche in questo caso Pinto giocò solo 3 partite di Liga, ma tutte quelle delle due Coppe.
Anno nuovo, Celta classificato per la Champions League, stessi portieri, stessa ripartizione: 6 partite di campionato, alcune partite di Champions le gioca invece Cavallero.
Cavallero viene messo fuori squadra e ceduto in gennaio al Levante. Pinto raggiunge le 40 presenze di Liga. Conclude la sua annata vincendo il titolo "Zamora" della Liga assegnato dal giornale Marca al portiere meno battuto del campionato. Nel gennaio 2008 viene ceduto al Barcellona fino alla fine della stagione in prestito per ricoprire il ruolo di secondo portiere alle spalle di Víctor Valdés. Un caso particolare della stagione di Pinto al Barça è stato quello della partita contro il Maiorca, dove, assegnato un rigore, Pinto indica al suo avversario la direzione in cui si butterà e incredibilmente para il rigore.
Nella stagione 2010-2011 è lui il titolare nella Coppa del Re persa in finale per 1-0 contro il Real Madrid il 20 aprile 2011. Il 2 gennaio 2012 firma un rinnovo di contratto, che lo legherà al Barcellona fino a giugno 2013. Il 25 maggio vince la seconda Coppa di Spagna contro l'Athletic Bilbao (3-0).
Il 19 maggio 2014, una volta scaduto il suo contratto con il Barcellona, rimane svincolato ed il 1º luglio seguente annuncia il suo ritiro.

## Statistiche

### Presenze e reti nei club
Statistiche aggiornate al 17 maggio 2014.
| Stagione          | Squadra           | Campionato        | Campionato | Campionato | Coppa nazionale | Coppa nazionale | Coppa nazionale | Coppe continentali | Coppe continentali | Coppe continentali | Altre coppe | Altre coppe | Altre coppe | Totale | Totale |
| Stagione          | Squadra           | Comp              | Pres       | Reti       | Comp            | Pres            | Reti            | Comp               | Pres               | Reti               | Comp        | Pres        | Reti        | Pres   | Reti   |
| ----------------- | ----------------- | ----------------- | ---------- | ---------- | --------------- | --------------- | --------------- | ------------------ | ------------------ | ------------------ | ----------- | ----------- | ----------- | ------ | ------ |
| 1994-1995         | Betis B           | SDB               | 6          | -8         | -               | -               | -               | -                  | -                  | -                  | -           | -           | -           | 6      | -8     |
| 1995-1996         | Betis B           | SDB               | 19         | -22        | -               | -               | -               | -                  | -                  | -                  | -           | -           | -           | 19     | -22    |
| 1996-1997         | Betis B           | SDB               | 37         | -41        | -               | -               | -               | -                  | -                  | -                  | -           | -           | -           | 37     | -41    |
| 1997-1998         | Betis B           | SDB               | 20         | -37        | -               | -               | -               | -                  | -                  | -                  | -           | -           | -           | 20     | -37    |
| Totale Betis B    | Totale Betis B    | Totale Betis B    | 82         | -108       |                 | -               | -               |                    | -                  | -                  |             | -           | -           | 82     | -108   |
| 1997-1998         | Betis             | PD                | 1          | -2         | CR              | 0               | 0               | -                  | -                  | -                  | -           | -           | -           | 1      | -2     |
| 1998-1999         | Celta Vigo        | PD                | 1          | -2         | CR              | 4               | -3              | CU                 | 0                  | 0                  | -           | -           | -           | 5      | -5     |
| 1999-2000         | Celta Vigo        | PD                | 19         | -17        | CR              | 4               | -5              | CU                 | 5                  | -4                 | -           | -           | -           | 28     | -26    |
| 2000-2001         | Celta Vigo        | PD                | 18         | -24        | CR              | 4               | -3              | CU                 | 4                  | -5                 | -           | -           | -           | 26     | -32    |
| 2001-2002         | Celta Vigo        | PD                | 7          | -11        | CR              | 2               | -3              | CU                 | 3                  | -5                 | -           | -           | -           | 12     | -19    |
| 2002-2003         | Celta Vigo        | PD                | 3          | -7         | CR              | 2               | -1              | CU                 | 6                  | -4                 | -           | -           | -           | 11     | -12    |
| 2003-2004         | Celta Vigo        | PD                | 6          | -15        | CR              | 4               | -6              | UCL                | 5                  | -5                 | -           | -           | -           | 15     | -26    |
| 2004-2005         | Celta Vigo        | SD                | 40         | -35        | CR              | 0               | 0               | -                  | -                  | -                  | -           | -           | -           | 40     | -35    |
| 2005-2006         | Celta Vigo        | PD                | 37         | -29        | CR              | 0               | 0               | -                  | -                  | -                  | -           | -           | -           | 37     | -29    |
| 2006-2007         | Celta Vigo        | PD                | 34         | -49        | CR              | 0               | 0               | CU                 | 0                  | 0                  | -           | -           | -           | 34     | -49    |
| 2007-gen. 2008    | Celta Vigo        | SD                | 16         | -17        | CR              | 0               | 0               | -                  | -                  | -                  | -           | -           | -           | 16     | -17    |
| Totale Celta Vigo | Totale Celta Vigo | Totale Celta Vigo | 181        | -206       |                 | 20              | -21             |                    | 23                 | -23                |             | -           | -           | 224    | -250   |
| gen.-giu. 2008    | Barcellona        | PD                | 3          | -8         | CR              | 0               | 0               | UCL                | 0                  | 0                  | -           | -           | -           | 3      | -8     |
| 2008-2009         | Barcellona        | PD                | 2          | -2         | CR              | 9               | -6              | UCL                | 0                  | 0                  | -           | -           | -           | 11     | -8     |
| 2009-2010         | Barcellona        | PD                | 0          | 0          | CR              | 4               | -2              | UCL                | 0                  | 0                  | SS+SU+Cmc   | 0           | 0           | 4      | -2     |
| 2010-2011         | Barcellona        | PD                | 6          | -5         | CR              | 9               | -6              | UCL                | 2                  | 0                  | SS          | 0           | 0           | 17     | -11    |
| 2011-2012         | Barcellona        | PD                | 3          | -1         | CR              | 9               | -5              | UCL                | 1                  | 0                  | SS+SU+Cmc   | 0           | 0           | 13     | -6     |
| 2012-2013         | Barcellona        | PD                | 7          | -7         | CR              | 8               | -9              | UCL                | 1                  | 0                  | SS          | 0           | 0           | 16     | -16    |
| 2013-2014         | Barcellona        | PD                | 13         | -12        | CR              | 9               | -6              | UCL                | 4                  | -5                 | SS          | 0           | 0           | 26     | -23    |
| Totale Barcellona | Totale Barcellona | Totale Barcellona | 34         | -35        |                 | 48              | -34             |                    | 8                  | -5                 |             | 0           | 0           | 90     | -74    |
| Totale carriera   | Totale carriera   | Totale carriera   | 298        | -351       |                 | 68              | -55             |                    | 31                 | -28                |             | 0           | 0           | 397    | -434   |

## Palmarès

### Club

#### Competizioni nazionali
- Campionato spagnolo: 4

Barcellona: 2008-2009, 2009-2010, 2010-2011, 2012-2013
- Coppa di Spagna: 2

Barcellona: 2008-2009, 2011-2012
- Supercoppa di Spagna: 4

Barcellona: 2009, 2010, 2011, 2013

#### Competizioni internazionali
- Coppa Intertoto UEFA: 1

Celta Vigo: 2000
- UEFA Champions League: 2

Barcelona: 2008-2009, 2010-2011
- Supercoppa UEFA: 2

Barcellona: 2009, 2011
- Coppa del mondo per club: 2

Barcellona: 2009, 2011

### Individuale
- Trofeo Zamora: 1

2005-2006